# 堅粕町
堅粕町（かたかすまち）は、福岡県筑紫郡にあった町。旧那珂郡。福岡市へ編入され、現在は博多区、東区の一部となっている。

## 地理
- 河川 ： 御笠川

## 歴史
- 1889年4月1日 - 町村制施行に伴い西堅粕村、松園村、比恵村、犬飼村の一部が合併して那珂郡堅粕村が成立。
- 1896年4月1日 - 郡の統合により那珂郡が御笠郡、席田郡と合併して筑紫郡となる[1]。
- 1913年10月1日 - 堅粕村が町制施行して堅粕町となる。
- 1915年4月1日 - 豊平村大字金平を編入
- 1928年4月1日 - 福岡市へ編入される。
- 1972年4月1日 - 福岡市が政令指定都市へ移行。大字金平は東区に、大字金平以外は博多区に編入する。

## 経済

### 産業
農業
『大日本篤農家名鑑』によれば、堅粕村の篤農家は「安武舜吉、西野萬太郎、鶴田久吉、三代猪之助」などがいた。

## 出身人物
- 松本英一（部落解放運動家、社会党所属の参議院議員、松本組社長）[3] - 金平出身。部落解放同盟執行委員長松本治一郎の養子[3]。衆議院議員松本龍の父。